# Giải vô địch bóng đá châu Âu 2012 (vòng loại bảng A)

Logo của Giải vô địch bóng đá châu Âu 2012

Dưới đây là kết quả các trận đấu trong khuôn khổ bảng A - vòng loại giải vô địch bóng đá châu Âu 2012. 6 đội bóng châu Âu bao gồm Đức, Thổ Nhĩ Kỳ, Azerbaijan, Áo, Bỉ và Kazakhstan thi đấu trong hai năm 2010 và 2011, theo thể thức lượt đi-lượt về, vòng tròn tính điểm, lấy hai đội đầu bảng tham gia vòng chung kết.

## Bảng xếp hạng
| Đội        | St | T  | H | B | Bt | Bb | Hs  | Điểm |
| ---------- | -- | -- | - | - | -- | -- | --- | ---- |
| Đức        | 10 | 10 | 0 | 0 | 34 | 7  | +27 | 30   |
| Thổ Nhĩ Kỳ | 10 | 5  | 2 | 3 | 13 | 11 | +2  | 17   |
| Bỉ         | 10 | 4  | 3 | 3 | 21 | 15 | +6  | 15   |
| Áo         | 10 | 3  | 3 | 4 | 16 | 17 | −1  | 12   |
| Azerbaijan | 10 | 2  | 1 | 7 | 10 | 26 | −16 | 7    |
| Kazakhstan | 10 | 1  | 1 | 8 | 6  | 24 | −18 | 4    |

## Kết quả và lịch thi đấu
Lịch thi đấu của bảng A đã được quyết định sau cuộc họp tại Frankfurt, Đức ngày 21 và 22 tháng 2 năm 2010.
| Kazakhstan | 0–3      | Thổ Nhĩ Kỳ                               |
| ---------- | -------- | ---------------------------------------- |
|            | Chi tiết | Arda 24' · Ham. Altıntop 26' · Nihat 76' |

| Bỉ | 0–1      | Đức       |
| -- | -------- | --------- |
|    | Chi tiết | Klose 51' |

| Thổ Nhĩ Kỳ                                 | 3–2      | Bỉ                  |
| ------------------------------------------ | -------- | ------------------- |
| Ham. Altıntop 48' · Şentürk 67' · Arda 78' | Chi tiết | Van Buyten 28', 69' |

| Áo                        | 2–0      | Kazakhstan |
| ------------------------- | -------- | ---------- |
| Linz 90+1' · Hoffer 90+2' | Chi tiết |            |

| Đức                                                                                      | 6–1      | Azerbaijan  |
| ---------------------------------------------------------------------------------------- | -------- | ----------- |
| Westermann 28' · Podolski 45+1' · Klose 45+2' 90+2' · Sadigov 53' (l.n.) · Badstuber 86' | Chi tiết | Javadov 62' |

| Kazakhstan | 0–2      | Bỉ                |
| ---------- | -------- | ----------------- |
|            | Chi tiết | Ogunjimi 52', 70' |

| Áo                               | 3–0      | Azerbaijan |
| -------------------------------- | -------- | ---------- |
| Prödl 3' · Arnautović 53', 90+2' | Chi tiết |            |

| Đức                       | 3–0      | Thổ Nhĩ Kỳ |
| ------------------------- | -------- | ---------- |
| Klose 42', 87' · Özil 79' | Chi tiết |            |

| Azerbaijan        | 1–0      | Thổ Nhĩ Kỳ |
| ----------------- | -------- | ---------- |
| R. F. Sadygov 38' | Chi tiết |            |

| Kazakhstan | 0–3      | Đức                                  |
| ---------- | -------- | ------------------------------------ |
|            | Chi tiết | Klose 48' · Gómez 76' · Podolski 85' |

| Bỉ                                                       | 4–4      | Áo                                                |
| -------------------------------------------------------- | -------- | ------------------------------------------------- |
| Vossen 11' · Fellaini 47' · Ogunjimi 87' · Lombaerts 90' | Chi tiết | Schiemer 14', 62' · Arnautović 29' · Harnik 90+3' |

| Áo | 0–2      | Bỉ             |
| -- | -------- | -------------- |
|    | Chi tiết | Witsel 6', 50' |

| Đức                             | 4–0      | Kazakhstan |
| ------------------------------- | -------- | ---------- |
| Klose 3', 88' · Müller 25', 43' | Chi tiết |            |

| Thổ Nhĩ Kỳ               | 2–0      | Áo |
| ------------------------ | -------- | -- |
| Arda 28' · Gökhan G. 78' | Chi tiết |    |

| Bỉ                                                            | 4–1      | Azerbaijan  |
| ------------------------------------------------------------- | -------- | ----------- |
| Vertonghen 12' · Simons 32' (ph.đ.) · Chadli 45' · Vossen 74' | Chi tiết | Abishov 16' |

| Kazakhstan      | 2–1      | Azerbaijan  |
| --------------- | -------- | ----------- |
| Gridin 57', 68' | Chi tiết | Nadirov 63' |

| Áo                   | 1–2      | Đức            |
| -------------------- | -------- | -------------- |
| Friedrich 50' (l.n.) | Chi tiết | Gómez 44', 90' |

| Bỉ          | 1–1      | Thổ Nhĩ Kỳ |
| ----------- | -------- | ---------- |
| Ogunjimi 4' | Chi tiết | Burak 22'  |

| Azerbaijan      | 1–3      | Đức                                   |
| --------------- | -------- | ------------------------------------- |
| M. Hüseynov 89' | Chi tiết | Özil 30' · Gómez 41' · Schürrle 90+3' |

| Azerbaijan    | 1–1      | Bỉ                 |
| ------------- | -------- | ------------------ |
| R. Aliyev 86' | Chi tiết | Simons 55' (ph.đ.) |

| Thổ Nhĩ Kỳ              | 2–1      | Kazakhstan     |
| ----------------------- | -------- | -------------- |
| Yılmaz 31' · Arda 90+7' | Chi tiết | Konysbayev 55' |

| Đức                                                                | 6-2      | Áo                          |
| ------------------------------------------------------------------ | -------- | --------------------------- |
| Klose 8' · Özil 23', 47' · Podolski 28' · Schürrle 84' · Götze 89' | Chi tiết | Arnautović 42' · Harnik 51' |

| Azerbaijan                                         | 3–2      | Kazakhstan                       |
| -------------------------------------------------- | -------- | -------------------------------- |
| R. Aliyev 53' · Shukurov 62' (ph.đ.) · Javadov 67' | Chi tiết | Ostapenko 20' · Yevstigneyev 77' |

| Áo | 0–0 | Thổ Nhĩ Kỳ |
| -- | --- | ---------- |
|    |     |            |

| Azerbaijan  | 1–4      | Áo                                                |
| ----------- | -------- | ------------------------------------------------- |
| Nadirov 74' | Chi tiết | Ivanschitz 34' · Janko 52', 62' · Junuzović 90+1' |

| Thổ Nhĩ Kỳ | 1–3      | Đức                                                 |
| ---------- | -------- | --------------------------------------------------- |
| Hakan 79'  | Chi tiết | Gómez 35' · Müller 66' · Schweinsteiger 86' (ph.đ.) |

| Bỉ                                                           | 4–1      | Kazakhstan              |
| ------------------------------------------------------------ | -------- | ----------------------- |
| Simons 40' (ph.đ.) · Hazard 43' · Kompany 49' · Ogunjimi 84' | Chi tiết | Nurdauletov 86' (ph.đ.) |

| Kazakhstan | 0–0      | Áo |
| ---------- | -------- | -- |
|            | Chi tiết |    |

| Đức                                 | 3–1      | Bỉ           |
| ----------------------------------- | -------- | ------------ |
| Özil 30' · Schürrle 33' · Gómez 48' | Chi tiết | Fellaini 86' |

| Thổ Nhĩ Kỳ | 1–0      | Azerbaijan |
| ---------- | -------- | ---------- |
| Burak 60'  | Chi tiết |            |

## Danh sách cầu thủ ghi bàn
9 bàn
- Miroslav Klose

6 bàn
- Mario Gómez

5 bàn
| - Mesut Özil | - Marvin Ogunjimi |  |

4 bàn
| - Marko Arnautović | - Arda Turan |  |

3 bàn
| - Timmy Simons - Lukas Podolski | - Thomas Müller - André Schürrle | - Burak Yılmaz |

2 bàn
| - Martin Harnik - Marc Janko - Franz Schiemer - Rauf Aliyev | - Vagif Javadov - Vüqar Nadirov - Marouane Fellaini - Daniel Van Buyten | - Jelle Vossen - Axel Witsel - Sergey Gridin - Hamit Altıntop |

1 bàn
Phản lưới nhà
- Rashad Sadiqov (trong trận gặp  Đức)
- Arne Friedrich (trong trận gặp  Áo)